# Schnabelkürzen
Als Schnabelkürzen, auch Schnabelstutzen oder Schnabelkupieren genannt, wird das teilweise Entfernen von Schnabelteilen bezeichnet. Dies kann als tierärztlicher Eingriff bei übermäßigem Schnabelwachstum notwendig sein oder als vorbeugende Maßnahme gegen Kannibalismus von Hühnervögeln.  Bei letzterem ist meist vom sogenannten Touchieren oder auch Kupieren die Rede. Federpicken und Kannibalismus sind Verhaltensstörungen, die die Sterberate in großen Ställen bis zu 20 % erhöhen.

## Therapeutisches Schnabelkürzen

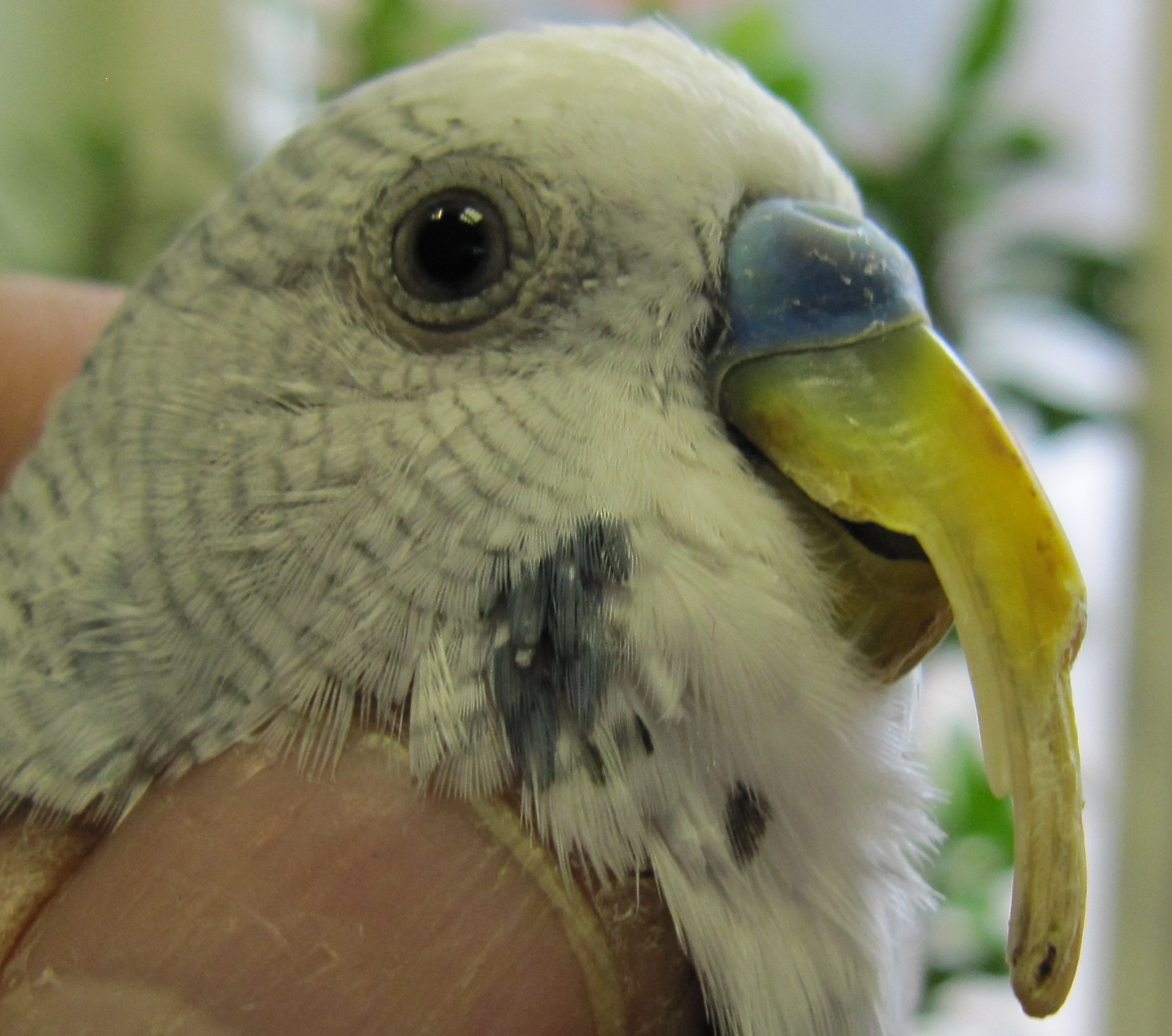
Übermäßiges Schnabelwachstum bei einem Wellensittich – eine medizinische Indikation für das Schnabelkürzen

Das therapeutische Schnabelkürzen ist vor allem bei übermäßigem oder gestörtem Schnabelwachstum notwendig. Es tritt vor allem bei Papageien auf. Die Ursachen sind vielfältig:
- Haltungsfehler wie ungenügende Klettermöglichkeiten, die zu einer verringerten Abnutzung des Schnabels führen
- Mangelernährung, vor allem ein Vitaminmangel
- Leberschäden
- Trauma
- Feder- und Schnabelkrankheit der Papageien

Das Schnabelkürzen erfolgt durch Korrekturzangen, Feilen oder Walzenfräser und kann meist auch in wachem Zustand durchgeführt werden. Kommt es zu Blutungen, muss eine sorgfältige Blutstillung mit Adrenalin-Tupfern oder Eisen(III)-chlorid erfolgen.

## Geflügelproduktion

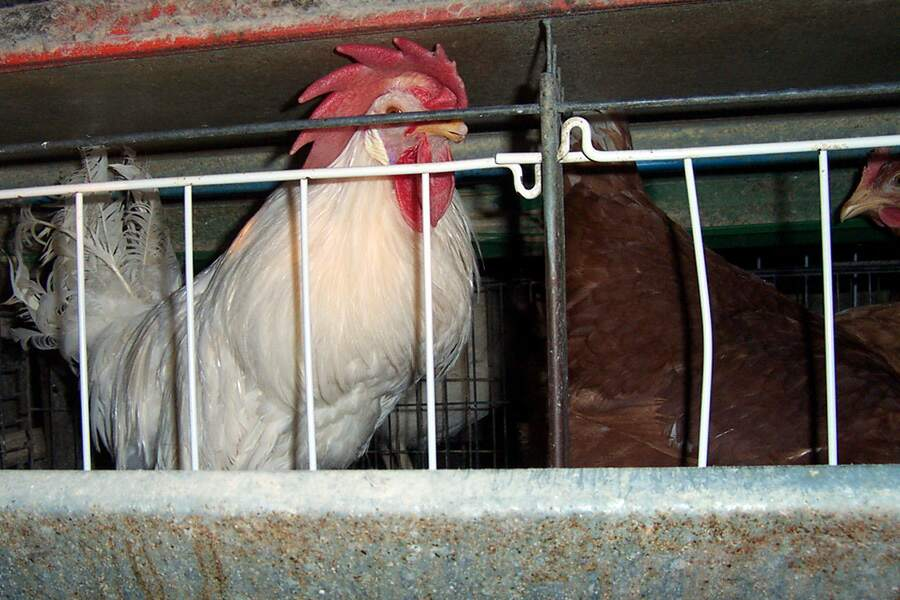
Hahn mit kupiertem Schnabel

Bei der Geflügelhaltung von Hühnern und Puten in großen Gruppen stellt Kannibalismus ein wirtschaftliches Problem dar. Dieses wirtschaftliche Problem wird dadurch bedingt, dass mittels Federpicken die Mortalitätsrate im Bestand ansteigt. Durch das beim Huhn übliche Picken wird das Gefieder anderer Hühner beschädigt, wodurch Fleischwunden und auch Entzündungen provoziert werden. Durch das Schnabelkürzen soll Kannibalismus verhindert werden. Die Spitzen der Schnäbel werden durch einen Laser oder mittels eines Infrarotstrahls abgetrennt. In Niedersachsen findet ausschließlich die Infrarotbehandlung Anwendung. Bei dieser Methode wird der Schnabel nicht abgetrennt, sondern es wird in die Gewebestruktur des Schnabels eingegriffen. Nach etwa 10 bis 14 Tagen fällt der behandelte Teil des Schnabels durch Reibeeinwirkung bei der Futteraufnahme ab. Das abgetrennte Gewebe am Schnabel umfasst dabei etwa 3 bis 4 mm. Eine Kürzung des Schnabels findet bereits seit Jahrzehnten Anwendung in der Geflügelhaltung. Inzwischen wird das Schnabelkürzen bei Masthähnchen, Legehennen und Enten in Deutschland nicht mehr praktiziert.
Ein Grund für das Schnabelkürzen ist die Vermeidung von hohem Leiden durch Gefiederschäden, die gleichzeitig auch hohe Mortalitätsraten mit sich bringen. Der ehemalige niedersächsische Agrarminister Christian Meyer betonte 2013 jedoch: „Schnabelkürzen ist ein schmerzhafter Eingriff. Das routinemäßige Schnabelkürzen von Millionen Hühnern ist nach den gemachten Erfahrungen in Österreich nicht notwendig“. Untersuchungen des Tierpathologen Dr. Wolfram Haider legen nahe, dass die IR-Methode schonender ist als das übliche Schnabelkürzen.
In Österreich wird das Schnabelkürzen kaum noch praktiziert. Schnabelkürzen ist in Österreich gesetzlich nicht verboten, es ist jedoch sowohl im AMA-Gütesiegel als auch im Gütesiegel „tierschutzgeprüft“ mit sehr wenigen Ausnahmen verboten. Dies wird seit 2005 österreichweit umgesetzt. In Österreich und der Schweiz wird vereinzelt eine Alternative zum Schnabelkürzen angewendet. Eine aufgeraute Scheibe wird in die Futterpfannen eingelegt, so dass die Tiere bei nur geringer Futterzufuhr ihre Schnäbel abschleifen. Belastbare wissenschaftliche Ergebnisse über die Auswirkungen auf das Federpicken und den Kannibalismus liegen nicht vor.
Die österreichischen Erfahrungen mit nicht behandelten Legehennen zeigen, dass es über Maßnahmen des Herdenmanagements, eine Beratung durch die Mischfutterhersteller und eine wissenschaftliche Begleitung möglich ist, die Lage beim Federpicken und Kannibalismus zu kontrollieren.
Greifen die Maßnahmen allerdings nicht, wird eine drastische Lichtreduktion im Stall durchgeführt. Es ist danach nicht mehr möglich, mit hellerem Licht zu fahren, so dass die Hennen den Rest der Legeperiode in einem Dunkelstall leben.
In Deutschland werden die Schnabelspitzen in der Putenhaltung in den meisten Fällen prophylaktisch gekürzt. Im Juli 2015 verpflichtete sich der Zentralverband der Deutschen Geflügelwirtschaft in einer freiwilligen Vereinbarung mit dem Bundesministerium für Ernährung und Landwirtschaft zum Verzicht auf das Schnabelkürzen in Deutschland. Seit 2017 werden deutschlandweit keine schnabelgekürzten Junghennen mehr eingestallt. Sowohl in Niedersachsen als auch in Mecklenburg-Vorpommern ist das Schnabelkürzen zum 31. Dezember 2016 verboten worden. Ab 2017 sollen Eier von schnabelgekürzten Hennen in den meisten Supermarktketten nicht mehr angeboten werden.
Tierrechtler kritisieren die Praktik des Schnäbelkürzens als ein typisches Symptom der Intensivtierhaltung, bei der die Tiere den Haltungsbedingungen angepasst werden. Tierrechtsorganisationen wie die Albert Schweitzer Stiftung für unsere Mitwelt setzen sich dafür ein, das Schnabelkürzen zu beenden.